# Кярово
Кярово — усадьба в Гдовском районе Псковской области, принадлежавшая роду Коновницыных. Расположена в 9 км к северу от Гдова, на правом берегу реки Черма, близ деревни Верхоляне-1. До 1840-х годов название «Кярово» давалось только полумызку, где помещался скотный двор, и считалось искаженным от русского слова «корова».
В настоящее время от старинной усадьбы Коновницыных остался только погост и храм.

## Жизнь в усадьбе
17 апреля 1801 года 32-летняя Анна Ивановна Корсакова вышла замуж за 36-летнего Петра Петровича Коновницына. Усадьба была получена Петром Петровичем в приданое за невестой. Поскольку ещё в 1798 году Пётр Петрович был уволен со службы императором Павлом I, первые годы брака супруги жили уединённо в своей усадьбе в Кярово. Петр Петрович занимался сельским хозяйством и наукой. Здесь у супругов родилась дочь Елизавета и сыновья (Петр и Иван). С началом войны России и Пруссии против Наполеона в 1806 году Пётр Петрович вернулся в Санкт-Петербург, восстановил свои прежние знакомства и вскоре с одобрения Александра I был избран начальником земского ополчения милиции Санкт-Петербургской губернии.
22 августа 1822 года Пётр Петрович Коновницын скончался. На отпевании присутствовали первые государственные лица. Великий князь Николай Павлович, бывший его воспитанник, участвовал в выносе гроба, который затем отправили в Кярово.
Анна Ивановна пережила мужа на 20 лет. После смерти супруга Анна Ивановна установила перед домом в усадьбе бюст Коновницына, позднее его перенесли в гостиную дома. На мраморном постаменте над могилой в церкви она поставила образ Божией Матери. Риза образа была вылита из золотой сабли с бриллиантами «За храбрость», которой генерал Коновницын был награждён за Бородинское сражение.
22 августа (3 сентября) 1830 года на Кавказе умер от холеры старший из сыновей — Петр Петрович. В усадьбе был установлен памятник Петру Коновницыну, который поставил в память о брате Иван Коновницын. Памятник не уцелел, осталось только гранитное основание.
Графиня Анна Ивановна Коновницына скончалась 23 января (4 февраля) 1843 года в Санкт-Петербурге и была похоронена рядом с мужем.
В 1843 году, после увольнения в бессрочный отпуск в чине штабс-капитана лейб-гвардии Павловского полка, в усадьбе поселился Григорий Петрович Коновницын, третий сын Петра Петровича. Он был женат на Надежде Андреевне Кологривовой, но брак был бездетен. До 1846 года Григорий Петрович был гдовским уездным предводителем дворянства. Скончался 10(22) июля 1846 года и был похоронен рядом с родителями.
В 1867 году скончался Иван Петрович Коновницын и был похоронен в усадьбе.
В 1872 году вышел в отставку в чине подпоручика Эммануил Иванович Коновницын, сын Ивана Петровича, после чего поселился в родовом имении и занялся сельским хозяйством. С 1881 года по 1887 год Эммануил Иванович был Гдовским уездным предводителем дворянства и председателем уездного земского собрания. Также был председателем уездного училищного совета и почётным мировым судьёй.

## Покровская церковь[1]
Сперва на этом месте находилась деревянная церковь, приписанная к гдовскому Дмитриевскому собору, и в ней по праздникам служил тамошний причт.
Нынешняя каменная церковь заложена 13 июня 1788 года, по благословению архиепископа псковского и рижского Иннокентия, построена стараниями Петра Петровича Коновницына и освящена 30 сентября 1789 года протоиереем Петром Николаевым Стейшиным. Церковь изначально задумывалась как домашняя и семейная усыпальница.
Антиминс освящен епископом Венедиктом 21 октября 1834 года и подписан митрополитом Серафимом.
С 1844 года причт жил в старом деревянном доме, купленном у графа Коновницына и отремонтированном только в 1872 году.
Из указа консистории от 16 июля 1863 года следует, что по просьбе причта и прихожан церкви, вместо прежнего иконостаса, ветхого и не художественного, разрешено устроить новый. Иконы в иконостас писаны Иваном Андреевым Фортунатовым под наблюдением отца Ильи Михайловского.
В 1867 году Гдовское полицейское управление вызывало, по указу консистории, помещиков и крестьян для уступки земли причту, но на вызов никто не откликнулся.
В 1873 году открыто попечительство. В том же году оно устроило из церковного сарая, булыжного камня сторожку, находившуюся сперва в здании храма.
По данным на начало 1884 года приход составляли 15 деревень: Полично, Байдаково, Карповщина, Елемщина, Петровское, Смуравьево, Верколяны, Гривы, Бакин Конец, Минково и др. Всех прихожан — 604 мужчины и 617 женщин.
В ходе «Большого террора» служивший в храме священник Михаил Попов был 17 сентября 1937 года арестован и 3 декабря расстрелян. Церковь была закрыта; богослужения в ней возобновились в период оккупации.
Указом Президента РФ Б. Н. Ельцина № 176 от 20 февраля 1995 года ансамбль Покровской церкви включен в Перечень объектов исторического и культурного наследия федерального (общероссийского) значения.
В данный момент церковь ремонтируется. Проводятся регулярные службы.

## «Ивановская» школа[1]
В 1873 года в отдельном здании открылась школа, которую граф Эммануил Иванович Коновницын устроил в память о своем отце Иване Петровиче Коновницыне. В школе училось 87 мальчиков, из которых только 18 принадлежало местному приходу. Ученики получали от графа квартиру, стол и кровать со всеми принадлежностями.
В 1879 году школа была закрыта, а в 1882 году здание продано гдовской городской управе для размещения внутреннего военного гарнизона.